# Salvajes
Salvajes és una pel·lícula espanyola dirigida per Carlos Molinero i estrenada l'any 2001. Està basada en l'obra de teatre homònima, de José Luis Alonso de Santos.

## Argument
Costa del Mediterrani, avui. Una infermera, Berta (Marisa Paredes), des que va morir la seva germana, s'ocupa de tres salvatges: els seus nebots Guillermo, Raúl i Lucía. Un policia, Eduardo (Imanol Arias), a punt de ser retirat del servei per raons de salut, arriba a la ciutat. Berta i Eduardo s'enamoren però la seva història està amenaçada per la conducta delictiva i salvatge dels tres joves embolicats en el moviment neonazi i el tràfic d'immigrants.

## Repartiment
- Marisa Paredes - Berta
- Imanol Arias - Eduardo
- Manuel Morón - Morís
- Roger Casamajor - Guillermo
- María Isasi - Lucía
- Alberto Ferreiro - Raúl
- Emilio Buale - Omar
- Mario Pardo - Turuta
- Alicia Sánchez

## Premis
XVI Premis Goya (2001)
| Categoria               | Persona                                                                            | Resultat   |
| ----------------------- | ---------------------------------------------------------------------------------- | ---------- |
| Millor director novell  | Carlos Molinero                                                                    | Candidat   |
| Millor actriu revelació | María Isasi                                                                        | Candidata  |
| Millor guió adaptat     | Jorge Juan Martínez, Carlos Molinero Clara Pérez Escrivá i Lola Salvador Maldonado | Guanyadors |